# Achiroides leucorhynchos
Achiroides leucorhynchos är en fiskart som beskrevs av Bleeker, 1851. Achiroides leucorhynchos ingår i släktet Achiroides och familjen tungefiskar. Inga underarter finns listade i Catalogue of Life.